# Рубашов Михайло Борисович
Миха́йло Бори́сович Рубашо́в (* 30 жовтня 1912, Чуднів — † 5 січня 1974, Київ) — український  радянський  письменник, драматург, журналіст, критик, шевченкознавець, редактор та співробітник газет «Радянська Україна», «Літературна газета», журналів «Дніпро», «Піонерія».   Член КПРС з 1943 р.

## Біографія
Народився Михайло Борисович Рубашов 30 жовтня 1912 року в селі Старий Чуднів Полонського повіту Волинської губернії (нині — м. Чуднів Житомирської області) у багатодітній селянській родині. Рано став сиротою, батьки померли від тифу в 1919 р. Старші брат та сестра стали його опікунами після смерті батьків.
Закінчив Старочуднівську трудову школу, Бердичівський педагогічний технікум, два роки учителював у прикордонному селі, пройшов кадрову військову службу на Далекому Сході. У 1940 р. завершив навчання на мовно-літературному факультеті Київського педагогічного інституту. Викладав українську мову та літературу в Житомирському педагогічному училищі, працював в культвідділі обласної молодіжної газети, почав виступати на сторінках обласних, республіканських газет та журналів з історико-літературними та критичними статтями, нарисами. З перших днів радянсько-німецької війни — в бойових частинах Червоної армії. Після демобілізації у 1946 році став працювати у київських періодичних виданнях – спочатку в газетах «Радянська Україна» та «Літературна газета», згодом — в журналі «Дніпро». Деякий час був заступником редактора «Літературної України». Редагував журнал «Піонерія».

## Творчість
Перші газетні статті Михайло Рубашов надрукував ще до війни — у 1940 році, а перша збірка оповідань «Срібна підківка»  видана видавництвом «Молодь» у 1958 р. У 1961 р. з друку виходять ще дві збірки оповідань — «Іскристе стремено» та «Кам'яне свічадо».
У 1959 р. М. Рубашов розпочинає роботу над повістю «Багряні тіні» (вийшла з друку в 1962 р.), у якій висвітлює період у житті Тараса Шевченка у часи його навчання в художніх студіях Йонаса Рустемаса у Вільні та Василя Ширяєва у Петербурзі, про приязні стосунки Шевченка з І. Сошенком, В. Штенбергом, І. Айвазовським, його юнацьку захопленість Дунею (Ядвігою) Гусиковською.
Шевченківську тему М. Рубашов продовжив в оповіданнях «Розбите жорно» — про часи наймитування Шевченка 1827 року  в господарстві священника Григорія Кошиця — та, опосередковано, в «Пострілі», у якому показано поширення в Росії Шевченкових антикріпосницьких ідей в період заслання поета та відображено переслідування Тарасових однодумців Сергія Левицького і Миколи Головка. Кульмінацією останнього було самогубство Головка під час спроби його арешту жандармами у справі проти Шевченка у 1850 р. Обидва оповідання надруковані у збірці письменника «Плачуть берези» (1963).
М. Рубашов продовжував досліджувати життя та творчість Шевченка, наслідком чого стала повість «Правда-мста», присвячена петербурзькому періоду життя Т. Шевченка (була опублікована у 1964 р. як окремий твір у журналі «Дніпро», в пізніших виданнях «Багряних тіней» (1965, 1982) склала прикінцевий розділ цієї повісті).
У 1964 році співавторстві з М. Талалаєвським Рубашов також написав п'єсу на 3 дії «Творча хата митця» (пізніше перейменована на «Світанок»), в основу якої покладені відповідні розділи повісті «Багряні тіні», що охоплювали період перебування Шевченка у Вільні та його навчання у художника Йонаса Рустемаса. П'єса була поставлена у Рівненському музично-драматичному театрі та  в Республіканському театрі юного глядача.
Темі радянсько-німецької війни присвячений роман «Згага» (1968, у пізніших виданнях - «Жага»). Зі сторінок щоденника молодого художника постають фронтові будні 1941 року, поєднані з ліричними спогадами про мирне життя. 
Наступним твором про часи війни стала повість М.Рубашова «Копищанська трагедія» (1970) у якій йдеться про трагічну долю поліського села Копище Олевського району (нині — Коростенський район Житомирської області), у якому 13 липня 1943 року німецькі загарбники та їх колаборанти розстріляли та спалили живцем 2887 жителів села, лише одиницям вдалося вижити.  Епіграфом для твору М. Рубашов узяв слова Т. Шевченка:
«Серце болить, а розказувать треба…».
Письменник продовжував також створювати п'єси (переважно в одну дію), зокрема про Т. Шевченка та Л. Українку.
Значну увагу М. Рубашов приділяв увагу написанню нарисів. Зокрема нарис «В краю живих джерел» був опублікований в  присвяченому 50-річчю Жовтневого перевороту, поліграфічно ошатному збірнику «Україна», посеред творів найбільш лояльних та наближених до влади письменників (1967). Нарис Рубашова «Виплекана Леніним» був вміщений до збірника «Ленін мріяв...» (1970), присвяченого 100-річному ювілею лідера більшовиків.
У 1971 році виходить у світ збірка творів письменника «Інтелігенти» до якої, зокрема уміщені новели про  І. Франка, Т. Шевченка, Л. Українку, П. Тичину.
Твори М. Рубашова у 1960-ті рр., завдяки їх публікаціям на сторінках журналу «Київ», який виходив у Філадельфії, були відомі українській діаспорі.

## Вшанування пам'яті
З нагоди  85-річчя та 95-річчя  М. Рубашова в Чуднові було проведено наукові конференції та літературні вечори, в яких взяли участь науковці та письменники з Житомира. 
У місті Чуднів вулиці присвоєне ім'я Михайла Рубашова.

## Видання творів
- Срібна підківка : оповідання (Літепло, Остання зустріч, Камʼяне свічадо, Березовий хрест, Рожевий промінь, Срібна підківка, Перший костюм, Мати) — К.: Молодь. 1958 — 114 с., іл.;
- Іскристе стремено : оповідання — К. : Дитвидав України, 1961;
- Кам'яне свічадо : оповідання — К. : Держлітвидав України, 1961;
- Багряні тіні : повість — К. : Держлітвидав України, 1962. — 196 с., іл.;
- Багряные тени / авториз. пер. с укр.  А. Семёнова, В. Доронина / — М. : Мол. гвардия, 1964. — 224 с.(рос.);
- Творча хата митця // ж. Дніпро — 1964, № 2;
- Правда-мста // ж. Дніпро — 1964, № 3;
- Світанок. Драма на 3 дії — К., 1964 — 73 с.;
- Багряні тіні — К. : Дніпро, 1965 — 164 с.;
- Згага : роман — К. : Молодь, 1968. — 224 с., іл.;
- Інтелігенти : новели та повість — К. : Радянський письменник, 1971 — 240 с.;
- Плачуть берези : роман, повісті, оповідання (Жага; Копищанська трагедія; Росте Кремінь / вст. ст. І. Солдатенка) — К. : 1972 — 438 с., іл.;
- Бджілка : оповідання для дошк. віку (Червона квітка; Двоколка; Вдома / худ. О. Компанець) — К. : Веселка, 1972 — 48 с., іл. (перевидане без змін у 1979 році);
- Копищанська трагедія : повість (худ. М. Чорнокапський) — К. : Веселка, 1974. — 120 с.;
- Багряні тіні : повість, роман (Багряні тіні; Жага /  вст. ст. А. Дрофаня) / — К. : Дніпро, 1982. — 423 с., іл.;
- Копыщенская трагедия : роман, повесть (Страсть, Копыщенская трагедия / пер. с укр. С. Вендичанского) — М. : Советский писатель, 1982 — 280 с.(рос.)